# تپه گور قلعه هریان
تپه گور قلعه هریان در شهرستان رزن، بخش مرکزی، روستای هریان واقع شده و این اثر در تاریخ ۲۳ شهریور ۱۳۸۲ با شمارهٔ ثبت ۱۰۱۰۴ به‌عنوان یکی از آثار ملی ایران به ثبت رسیده است.